# Brachycorythis
Genre
Classification phylogénétique
Brachycorythis est un genre de la famille des Orchidaceae. Ce sont des orchidées terrestres.

## Synonymes
- Schwartzkopffia Kraenzl. (1900).
- Phyllomphax Schltr. (1919).
- Diplacorchis Schltr. (1921).
- Gyaladenia Schltr. (1921).
- Afrorchis Szlach. (2006)

## Répartition
Sud de l'Afrique, Madagascar, Inde, Asie du Sud_Est, Taiwan.

## Liste partielle d'espèces
1. Brachycorythis acuta (Rchb.f.) Summerh., Kew Bull. 10: 238 (1955).
2. Brachycorythis angolensis (Schltr.) Schltr., Beih. Bot. Centralbl. 38(2) 113 (1921).
3. Brachycorythis basifoliata Summerh., Bull. Misc. Inform. Kew 1937: 457 (1937).
4. Brachycorythis buchananii (Schltr.) Rolfe in D.Oliver & auct. suc. (eds.), Fl. Trop. Afr. 7: 570 (1898).
5. Brachycorythis congoensis Kraenzl., Orchid. Gen. Sp.: 544 (1898).
6. Brachycorythis conica (Summerh.) Summerh., Kew Bull. 10: 244 (1955).
7. Brachycorythis disoides (Ridl.) Kraenzl., Orchid. Gen. Sp.: 543 (1898).
8. Brachycorythis friesii (Schltr.) Summerh., Kew Bull. 10: 246 (1955).
9. Brachycorythis galeandra (Rchb.f.) Summerh., Kew Bull. 10: 241 (1955).
10. Brachycorythis helferi (Rchb.f.) Summerh., Kew Bull. 10: 235 (1955).
11. Brachycorythis henryi (Schltr.) Summerh., Kew Bull. 10: 235 (1955).
12. Brachycorythis iantha (Wight) Summerh., Kew Bull. 10: 238 (1955).
13. Brachycorythis inhambanensis (Schltr.) Schltr., Beih. Bot. Centralbl. 38(2): 112 (1921).
14. Brachycorythis kalbreyeri Rchb.f., Flora 61: 77 (1878).
15. Brachycorythis laotica (Gagnep.) Summerh., Kew Bull. 10: 236 (1955).
16. Brachycorythis lastii Rolfe in D.Oliver & auct. suc. (eds.), Fl. Trop. Afr. 7: 203 (1898).
17. Brachycorythis macowaniana Rchb.f., Otia Bot. Hamburg.: 104 (1881).
18. Brachycorythis macrantha (Lindl.) Summerh., Kew Bull. 10: 236 (1955).
19. Brachycorythis menglianensis Y.Y.Qian, Acta Phytotax. Sin. 39: 278 (2001).
20. Brachycorythis mixta Summerh., Kew Bull. 10: 263 (1955).
21. Brachycorythis obcordata (Lindl.) Summerh., Kew Bull. 10: 243 (1955).
22. Brachycorythis obovalis Summerh., Kew Bull. 10: 237 (1955).
23. Brachycorythis ovata Lindl., Gen. Sp. Orchid. Pl.: 363 (1838).
24. Brachycorythis paucifolia Summerh., Kew Bull. 2: 123 (1947 publ. 1948).
25. Brachycorythis pilosa Summerh., Kew Bull. 10: 259 (1955).
26. Brachycorythis pleistophylla Rchb.f., Otia Bot. Hamburg.: 104 (1881).
27. Brachycorythis pubescens Harv., Thes. Cap. 1: 35 (1860).
28. Brachycorythis pumilio (Lindl.) Rchb.f., Flora 65: 531 (1882).
29. Brachycorythis rhodostachys (Schltr.) Summerh., Kew Bull. 10: 246 (1955).
30. Brachycorythis sceptrum Schltr., Beih. Bot. Centralbl. 38(2): 114 (1921).
31. Brachycorythis splendida Summerh., Kew Bull. 10: 240 (1955).
32. Brachycorythis tanganyikensis Summerh., Kew Bull. 16: 257 (1962).
33. Brachycorythis tenuior Rchb.f., Flora 48: 183 (1865).
34. Brachycorythis thorelii (Gagnep.) Summerh., Kew Bull. 10: 244 (1955).
35. Brachycorythis velutina Schltr., Bot. Jahrb. Syst. 53: 483 (1915).
36. Brachycorythis wightii Summerh., Kew Bull. 10: 242 (1955).